# Monastero di Okhti Yeghtsi
Okhti Yeghtsi  ("sette chiese") è un monastero nel distretto di Xocalı in Azerbaigian, nel territorio della ex repubblica di Artsakh (già denominata repubblica del Nagorno Karabakh), situato nella regione di Askeran.
Si erge lungo le pendici di una montagna coperta da fitte foreste. La struttura, raggiungibile solo attraverso un sentiero di montagna, si presenta oggi in condizioni precarie, in parte rovinata ed invasa dalla vegetazione. Sono evidenti i resti di sei edifici uniti tra loro e di altri tre più staccati ai quali si aggiungono le tracce di altre quattro costruzioni per un totale complessivo di tredici.
Proprio l'insieme volume-spazio, unitamente alla posizione, conferisce a questo complesso un particolare fascino architettonico con gli edifici raggruppati intorno ad uno spazio comune con le facciate e le finestre che guardano tutte verso un cortile impreziosito da una serie di khachkar.
Le chiese presentano l'altare rettangolare, secondo lo stile della regione.
Il complesso è stato edificato tra il XII ed il XIII secolo come ben si evince da numerose iscrizioni epigrafiche anche sui kachkhar.